# Torneio de Verão da FA
O Torneio de Verão da FA foi um torneio amistoso organizado pela The Football Association realizado entre os dias 30 de maio e 5 de junho de 2004. O evento serviu de preparação para a Seleção Inglesa, que disputaria a Eurocopa daquele ano. Os donos da casa sagraram-se campeões sobre o Japão e a Islândia.

## Países participantes
- Inglaterra (país-sede)
- Islândia
- Japão

## Sede
| Manchester                 |
| -------------------------- |
| City of Manchester Stadium |
|                            |

## Resultados
| 30 de maio de 2004 | Islândia         | 2 – 3     | Japão                          | City of Manchester Stadium, Manchester |
|                    | Helguson 5', 50' | Relatório | Kubo 21', 36' · Alex 57' (pen) | Público: 3,085 Árbitro: ENG Mike Riley |

| 1º de junho de 2004 | Inglaterra | 1 – 1     | Japão   | City of Manchester Stadium, Manchester       |
|                     | Owen 22'   | Relatório | Ono 53' | Público: 32,008 Árbitro: ITA Roberto Rosetti |

| 5 de junho de 2004 | Inglaterra                                                    | 6 – 1     | Islândia     | City of Manchester Stadium, Manchester    |
|                    | Lampard 25' · Rooney 27', 38' · Vassell 57', 77' · Bridge 68' | Relatório | Helguson 49' | Público: 32,008 Árbitro: NED Jan Wegereef |

## Classificação final
| Seleção    | J | V | E | D | GM | GS | +/- | Pts |
| ---------- | - | - | - | - | -- | -- | --- | --- |
| Inglaterra | 2 | 1 | 1 | 0 | 7  | 2  | +5  | 4   |
| Japão      | 2 | 1 | 1 | 0 | 4  | 3  | +1  | 4   |
| Islândia   | 2 | 0 | 0 | 2 | 3  | 9  | -6  | 0   |

| Campeão do Torneio de Verão da FA: Inglaterra |

## Marcadores
| 3 gols - Heiðar Helguson 2 gols - Darius Vassell - Wayne Rooney - Tatsuhiko Kubo | 1 gol - Frank Lampard - Michael Owen - Wayne Bridge - Alex - Shinji Ono |